# 美国空军编制
美国空军结构是指美国空军的建制、编制和组织体系。空军部是空军的顶级管理机关，隶属于国防部，空军部部长是空军部的首长，直接领导空军部部长办公机构，空军参谋长是空军中级别最高的军官，是空军部部长的首席军事顾问，参谋长联席会议法定成员，并统帅空军参谋部，空军部部长办公机构和空军参谋部共同组成空军部。

## 建制标准
空军最高等级的统帅机构是空军部本部，空军部本部由两大部分组成，分别是空军部部长及其僚属，和空军参谋长及其所统领的空军参谋部。空军建制单位的层级如下表：
| 级别   | 部队体系                  | 机关体系        |
| ------ | ------------------------- | --------------- |
| XXXX   | 一级司令部(Major Command) |                 |
| XXX/XX | 航空队(Air Force)         | 中心(Center)    |
| X      | 联队(Wing)                |                 |
| III    | 大队(Group)               | 处(Directorate) |
| II     | 中队(Squadron)            | 科(Division)    |
| •••    | 小队(Flight)              | 股(Branch)      |
| ••     |                           | 组(Section)     |

### 一级单位
一级单位直接向空军本部汇报，包括一级司令部、业务局和直属单位。
- 一级司令部

参见美国空军一级司令部列表
一级司令部(Major Command, MAJCOM.)是空军本部的下级建制，大多数一级司令部在名称中都用“司令部”(Command)一词，并且除一级司令部外，该词在其他单位名称中不得使用。一级司令部总部都有完整的管理机构和参谋体系。一级司令部有的是只承担管理领导职责的司令部，如教育训练司令部，也有的是兼具联合作战职能的司令部，如太平洋空军，同时在美国太平洋司令部麾下承担空军作战职能。
- 空军业务局

参见美国空军业务局列表
业务局(Field Operating Agency, FOA)是空军本部的下级建制，一般都归属到空军某位分管领导旗下，业务局通常在全空军 范围内履行各自专门的业务职能，范围远超任何一个一级司令部，如果没有国防部特别授权，业务局一般没有履行管理职能的总部。业务局名称中通常有“局”(Agency)一词，如果不是空军业务局，不得在名称中使用该词。按照一级司令部形式组织的较大的业务局，往往也适用空军部面向一级司令部下达的组织指示，如情报监视侦察局。
- 直属单位

直属单位(Direct Reporting Unit, DRU)是由空军参谋长直接领导的单位，履行特定的职责，没有纳入到任何一级司令部管辖，直属单位的行政管理和职能类似于一级司令部。
现在有直属单位3家，分别是华盛顿地区空军、作战测试评估中心和空军学院。

### 航空隊级
参见编号航空隊
- 航空隊

航空隊(Numbered/Named Air Force, NAF)是一级司令部的低级建制，会配属若干联队、独立大队或中队。航空隊分为基本航空隊（Basic NAF）和机能航空隊（Component NAF，C-NAF）两种：基本航空隊只承担战役和战术级领导监督职能，一般都由少将担任司令，没有完整的参谋系统，总部人数不得超过99人。当航空隊被配属到某个联合作战司令部成为其作战部队后就称为机能航空隊(C-NAF)，将履行战略、战役、战术全层次职能，一般由中将领导，可配备完整的参谋系统，人数不受99人限制。
- 中心(Center)

中心(Center)一般以名称而不是数字定名番号，最大的特征是基本上在一个驻地履行任务，下属单位较少。
- 实验室

实验室(Laboratory)，履行研发职能的单位。

### 联队
参见美国空军联队列表
联队（wing）隶属于航空軍或更高级单位，在一定范围内履行特定职责，指挥官一般为资深上校，少数為准将或少将。一个联队至少要有1000名人员，一般会下属若干按照职能划分的大队，如作战大队、保障大队、医务大队等，也会有若干直属中队。联队有作战联队、基地联队和特业联队几种，作战联队拥有作战武器装备，如飞机或导弹等，而基地联队的任务是管理保障基地或更大的单位，特业联队没有作战任务，承担特定业务职能。

### 大队
大队(Group)层级低于联队，通常由一名上校担任指挥官，至少有400人，下属若干中队或其他低级单位，没有参谋机构，但可以有若干名参谋。大队分为下属大队和独立大队两类，下属大队即在联队旗下承担职能的大队，而独立大队不属于任何联队，虽然类似联队，但其规模不足以建立联队。

### 中队
中队(Squadron)是空军的基本单位，像积木一样，中队长通常是中校，一般百人左右，至少35人，达到700人的中队便可能被拆分。中队可以是作战中队，有飞行任务，也可以是其他职能中队，如审计中队，土木工程中队。

### 小队
小队(Flight)是空军官方指定的最小单位，大致10人以上到百人左右，由一名上尉领导。小队有的有番号如数字或名称，大多在中队旗下，没有特定番号，以A、B、C、D依次排列，或以职能定名，如人事小队，没有番号的小队不能继承荣誉。

### 非成单位的编制实体
如分队(Detachment)、小组(Section、Element)等。